# ADN satellite

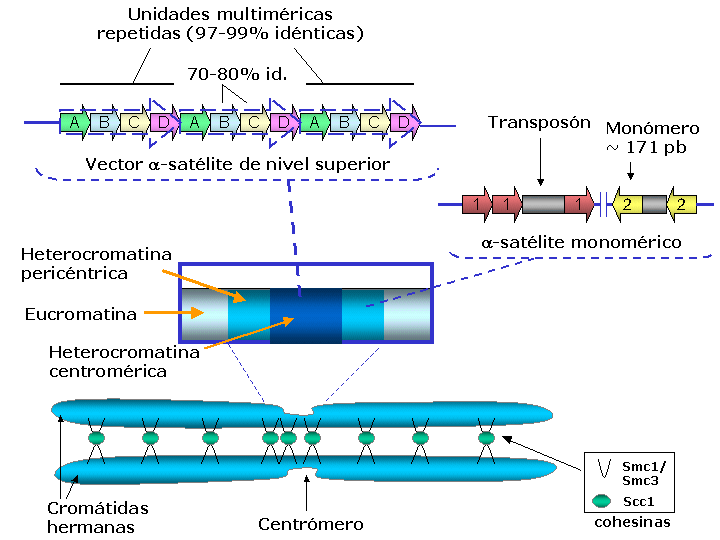
Schéma montrant l'organisation de l'ADN satellite dans les centromères humains.

Pour les articles homonymes, voir satellite.
L'ADN satellite est un type de séquences d’ADN répétées.

## Composition
L’ADN satellite se présente sous la forme de séquences d’ADN pouvant atteindre plusieurs millions de paires de bases est constitué d’un grand nombre de répétitions d’une séquence beaucoup plus petite (l’unité de répétition). La longueur de l’unité de répétition est variable d’un type d’ADN satellite à l’autre, de 5 paires de bases pour les satellites III humains à 755 paires de bases pour les satellites trouvés dans les génomes des plantes.
Le nom « ADN satellite » vient de ce que l’ADN de ces séquences, en raison de leur nature répétitive, a une composition en nucléotides fortement biaisée par rapport au reste du génome ; en conséquence, il sédimente différemment par ultracentrifugation (accumulation dans le tube de centrifugation à un endroit qui dépend précisément de sa densité) et forme une bande secondaire, dite « satellite », dans un gradient de chlorure de césium.

## Génome humain
Le génome humain comprend environ 7 % d’ADN satellite.
L’ADN α-satellite (aussi appelé alphoid DNA en anglais) est constitué de répétitions d’un motif de 171 paires de bases. On le retrouve au niveau du centromère de tous les chromosomes, où il s’étend sur des régions allant de quelques centaines de kilobases à plusieurs mégabases — le nombre de répétitions et la taille totale étant variables d’un chromosome à l’autre et d’un individu à l’autre. L’ADN α-satellite contribue à la fonction du centromère, en permettant notamment le recrutement de la protéine CENP-B (Centromeric protein B) par l’intermédiaire d’un motif conservé de 17 paires de base. Néanmoins, il n’est pas indispensable à la bonne fonction du centromère, des néocentromères pleinement fonctionnels pouvant être observés sur des régions génomiques dépourvues d’α-satellites.
L’ADN β-satellite est constitué de répétitions d’un motif de 68 paires de bases. Il s’étale sur des régions de 50 à 300 kilobases sur les bras courts des chromosomes acrocentriques (chromosomes 13, 14, 15, 21 et 22), sur les péricentromères des chromosomes 1, 3 et 9 ainsi que sur le bras long du chromosome Y.
L’ADN satellite III est constitué de répétitions d’un motif de 5 paires de bases (GGAAT), occupant plusieurs centaines de kilobases dans la région péricentromérique de la plupart des chromosomes.

## Génome murin
L’ADN satellite représente environ 3,5 % du génome murin et est associé aux régions centromériques et péricentromériques de tous les chromosomes. Il en existe de deux types :
- les satellites majeurs, constitués de répétitions d’un motif de 234 paires de bases, situés dans les régions péricentromériques[8] ;
- les satellites mineurs, constitués de répétitions d’un motif de 123 paires de bases, situés dans les régions centromériques[9].